# Maracuja
A maracuja vagy passiógyümölcs (Passiflora edulis) Dél-Amerikában őshonos, de számos más helyen is gyümölcséért termesztett trópusi növény.

## Elterjedése, élőhelye
Brazíliából származik, és világszerte termesztik a trópusokon és a szubtrópusokon, észak felé egészen a Mediterráneumig.

## Megjelenése, felépítése
A maracuja a tövén fásodó, évelő, örökzöld kúszónövény. Spirális, el nem ágazó kacsokat fejlesztő hajtásainak hossza elérheti a 15 cm-t. Sima, fényes zöld levelei szórt állásúak, ék- vagy szíves vállúak. A legfeljebb 15 cm széles levéllemez mélyen háromkaréjú – a fiatal levelek tagolatlanok, az idősek középső karéja 20 cm-esre is megnőhet. Az 1–5 cm-es, felül barázdált levélnyélen közvetlenül a lemez alatt két, nyeles mirigy nő, a levélnyél alapjánál pedig két, keskeny-lándzsás pálha.
Látványos virágai a levelek hónaljából 2–5 cm hosszú kocsányon nőnek; a tövükön három tojásdad, fogazott szélű fellevéllel. Az öt szétterülő zöldesfehér csészelevél felülről nézve nagyon hasonlít a szirmokhoz, de csúcsuk tövisszerű függelékben végződik. Az öt vékony, fehér szirom kinyílva szétterül vagy hátratört. A szirmok felett 2–3 cm hosszú, sötétlila, a csúcs felé fehér, fonalas, hullámos, a tövükön összenőtt viráglevelekből álló mellékpárta vagy korona nő. Ennek közepéből emelkedik ki a meghosszabbodott virágtengely (ivartartó), ami a virágtakaró fölé emeli az ivarszerveket (az öt széles, halványsárga, tövénél csőszerűen összenőtt porzót, valamint a magházat a három, vízszintesen szétálló, bunkó alakú, hosszbarázdás, 1 cm-es bibeszállal. A bibék nagyok, vese vagy szív alakúak.
Termése lúdtojásnyi, gömbölyű, tojásdad vagy körte alakú, csüngő, 8–10 cm-es bogyó. A tömör, szívós, bőrnemű, nedvdús termésfal mintegy 3 mm vastag, sima és gyengén fényes, ha beérik, sötét lilásbarna vagy feketésbarna; a flavicarpa változaté sárgászöld, fehéresen foltos. A bogyó belsejében a nagy termésüreget vattaszerű, száraz, legfeljebb 2,5 mm vastag, fehér szövet veszi körül három, befelé ívelő, 2 cm széles lemezzel. A lemezeken 4 mm hosszú szemölcsök ülnek, és azokhoz tapadnak a magok, amiket nagy magköpeny burkol. A magköpenyek héja átlátszó, hártyás, a belsejüket üveges, narancsszínű, sűrűn folyós pulpa tölti ki. Ennek markáns, savanyú-aromás íze miatt kedvelik a gyümölcsöt. A 6 mm hosszú és 4 mm széles kemény, fekete magok laposak, széles alapjukon kis fog nő.

## Felhasználása

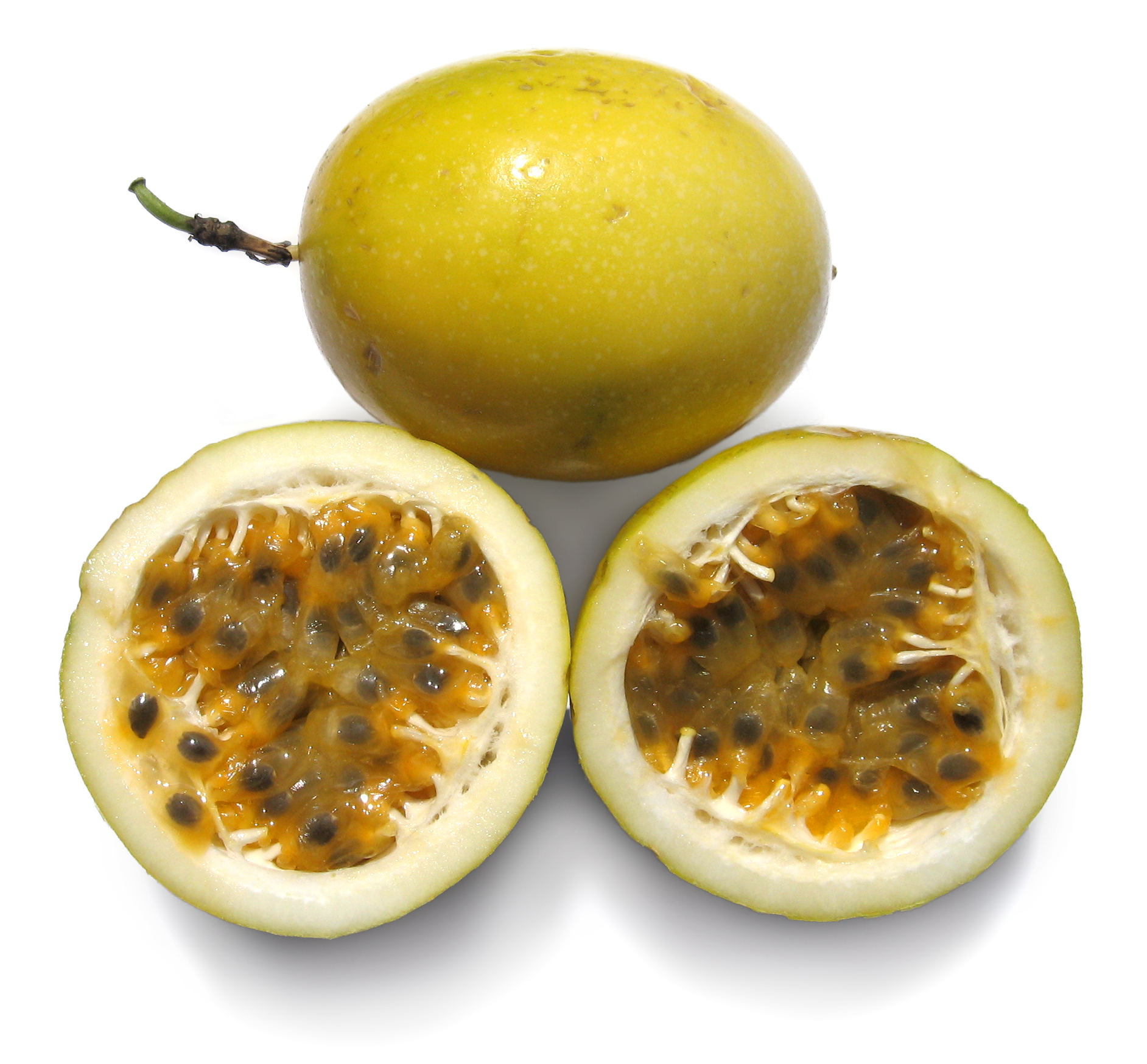
Érett gyümölcs

A fáról frissen szedve fogyasztják vagy gyümölcsként tálalják (mintegy 2 hétig tárolható). Ilyenkor félbevágják a bogyókat, és a magköpenyt a nagyon ízletes pulpával együtt kanalazzák ki; a magok is ehetők. Gyümölcslében nagyon jellegzetes ízű, ezért többnyire hígítva és cukrozva isszák, vagy más gyümölcsléhez, joghurthoz, jégkrémhez és egyéb édes ételekhez adagolják. A pulpából zselét vagy szirupot is készítenek, de az erős hevítés csökkenti zamatát.
Ibolyaszín termésű változatát főleg a szubtrópusokon termesztik; a gyenge fagyot eltűri. A sárga termésű forma a trópusi síkvidékek növénye. A maracuja gyenge talajon is megél, és sok csapadékot sem igényel, de növekedéshez és a termés kötéséhez 20 °C feletti hőmérséklet kell. Magról, ritkábban dugvánnyal szaporítják, és a szőlőhöz hasonlóan rácsokon nevelik. Ha elég vizet kap, egész évben terem. A lehulló bogyókat a földről gyűjtik össze, ritkábban a növényről szedik.